# Premijer liga Bośni i Hercegowiny w szachach
Premijer liga – najwyższa klasa drużynowych rozgrywek szachowych w Bośni i Hercegowinie. Zwycięzca ligi zostaje mistrzem kraju.

## Historia
Pierwsza edycja Premijer ligi odbyła się w 2002 roku. W pierwszej edycji uczestniczyło dziesięć drużyn, zakwalifikowanych z trzech lokalnych bośniackich federacji szachowych. Pierwszym mistrzem została Bosna Sarajewo, której czołowym zawodnikiem był Michael Adams.

## Medaliści
| Sezon | 1. miejsce                                | 2. miejsce                                | 3. miejsce                                |
| ----- | ----------------------------------------- | ----------------------------------------- | ----------------------------------------- |
| 2002  | Bosna Sarajewo                            | ŠK Kiseljak                               | Napredak Sarajewo                         |
| 2003  | Bosna Sarajewo                            | ŠK Kiseljak                               | Glasinac Sokolac                          |
| 2004  | Bosna Sarajewo                            | ŠK Kiseljak                               | Panteri Bijeljina                         |
| 2005  | Bosna Sarajewo                            | ŠK Banja Luka                             | ŠK Kiseljak                               |
| 2006  | Bosna Sarajewo                            | Napredak Prozor-Rama                      | Tušanj Tuzla                              |
| 2007  | Željezničar Sarajewo                      | Bosna Sarajewo                            | ŠK Bihać                                  |
| 2008  | Bosna Sarajewo                            | ŠK Bihać                                  | Napredak Sarajewo                         |
| 2009  | Bosna Sarajewo                            | Sloboda Tuzla                             | ŠK Bihać                                  |
| 2010  | ŠK Bihać                                  | Bosna Sarajewo                            | Glasinac Sokolac                          |
| 2011  | Bosna Sarajewo                            | ŠK Bihać                                  | Glasinac Sokolac                          |
| 2012  | ŠK Široki Brijeg                          | Bosna Sarajewo                            | Slavija Istočno Sarajevo                  |
| 2013  | Bosna Sarajewo                            | ŠK Široki Brijeg                          | Rudar Prijedor                            |
| 2014  | ŠK Široki Brijeg                          | Bosna Sarajewo                            | ŠK Bihać                                  |
| 2015  | Bosna Sarajewo                            | ŠK Široki Brijeg                          | Napredak Sarajewo                         |
| 2016  | Bosna Sarajewo                            | Napredak Sarajewo                         | ŠK Bihać                                  |
| 2017  | Bosna Sarajewo                            | Bjelašnica Pazarić                        | Napredak Sarajewo                         |
| 2018  | Bosna Sarajewo                            | Hrasno Busovača                           | Napredak Sarajewo                         |
| 2019  | Bosna Sarajewo                            | Napredak Sarajewo                         | Sloboda Tuzla                             |
| 2020  | sezon odwołany z powodu pandemii COVID-19 | sezon odwołany z powodu pandemii COVID-19 | sezon odwołany z powodu pandemii COVID-19 |
| 2021  | Bosna Sarajewo                            | Napredak Sarajewo                         | Bjelašnica Pazarić                        |
| 2022  | Bosna Sarajewo                            | Bjelašnica Pazarić                        | ŠK Sarajevo                               |
| 2023  | Bosna Sarajewo                            | Napredak Sarajewo                         | ŠK Cazin                                  |
| 2024  | Bosna Sarajewo                            | ŠK Sarajevo                               | Bjelašnica Pazarić                        |